# ラオジャン
ラオジャン（Laoǰang、モンゴル語: Жэнь Нань ван Луужан、中国語: 老章、? - 1310年）は、モンゴル帝国の皇族で、第5代皇帝クビライ・カアンの子の鎮南王トガンの長男。『元史』などの漢文史料では鎮南王老章、『集史』などのペルシア語史料ではلاوجانگ (Lāujāng) と記される。

## 概要
クビライ・カアンの子の鎮南王トガンの長男として生まれており、同時代にイルハン朝で編纂された『集史』ではトガンの諸子の中で唯一名前（لاوجانگ Lāujāng）を記録されていることから、オルジェイトゥ・カアン（成宗テムル）が即位した頃には成人していたと見られる。
オルジェイトゥ・カアンの治世の半ば、大徳5年（1301年）に父の鎮南王トガンが亡くなると、ラオジャンは鎮南王位を承襲した。オルジェイトゥ・カアン治世中のラオジャンの行動は不明であるが、新たにクルク・カアン（武宗カイシャン）が即位すると金500両・銀5000両・鈔2000錠・幣帛800匹を下賜されている。
しかし至大3年（1310年）には尚書省がラオジャンが臣下の分を越えて皇帝の上儀を盗み取っており、官を遣わして詰問させるべきであるとの報告を行い、クルク・カアンはこれに従った。翌月ラオジャンの下に至った官が追及したところ、果たして証拠があったため、ラオジャンは召喚されてカアンの下に赴いた。
これ以後ラオジャンに関する記述はなくなるため、屠寄は召し出されたラオジャンに対しクルク・カアンが死を賜ったのではないかと推測している。ラオジャンの死後には弟のトク・ブカが鎮南王位を承襲したが、ラオジャンの死亡時期、トク・ブカの王位承襲時期に関する記述も残されていない。

## 家系
『元史』巻107宗室世系表では脱不花（トク・ブカ）、コンチェク・ブカ（寛徹普化）、テムル・ブカ（帖木児不花）の3兄弟を鎮南王トガン（脱歓）の子のラオジャン（老章）の子としているが、巻117寛徹普化・帖木児不花伝ではトガンの子であると明記されており、矛盾がある。しかし宗室世系表は同名人物の取り違えなど誤りの多い表であり、中華民国期に編纂された『新元史』や『蒙兀児史記』など多くの史書は列伝の記述を優先し、これら3兄弟をトガンの子と記述している。
- セチェン・カアン（世祖クビライ）
  - 鎮南王トガン（Toγan ＞脱歓/tuōhuān,توقان/Tūqān）
    - 鎮南王ラオジャン（Laoǰang ＞老章/lǎozhāng,لاوجانگ/Lāujāng）
    - 鎮南王トク・ブカ（Toq Buqa ＞脱不花/tuōbùhuā）
      - 鎮南王ボロト・ブカ（Bolot Buqa ＞孛羅不花/bóluōbùhuā）
        - ダイシンヌ（Daišingnu ＞大聖奴/dàishèngnú）

    - 威順王コンチェク・ブカ（Könček Buqa ＞寛徹普化/kuānchèpŭhuà）
      - ベク・テムル（Bek temür ＞別帖木児/biétièmùér）
      - ダイ・テムル（Dai temür ＞答帖木児/dátièmùér）
      - バウエンヌ（Bau’ennu ＞報恩奴/bàoēnnú）
      - ゼデイヌ（Dzedeinü ＞接待奴/jiēdàinú）
      - 義王コシャン（Qošang ＞和尚/héshàng）

    - 淮王テムル・ブカ（Temür Buqa ＞帖木児不花/tièmùérbùhuā）
    - 文済王マンジ（Manzi ＞蛮子/mánzǐ）
      - 文済王ブカ・テムル（Buqa Temür ＞不花帖木児/bùhuātièmùér）

    - 宣徳王ブダシリ（Budaširi ＞不答失里/bùdāshīlǐ）